# 小松神社 (交野市)
小松神社（こまつじんじゃ）は、大阪府交野市星田にある神社。別称である星田妙見宮の名で知られる。生駒山系に残る数少ない磐座信仰の霊場のひとつである。

## 祭神
- 主祭神 - 天之御中主大神、高皇産霊大神、神皇産霊大神

これらの祭神は江戸時代までは仏教では北辰妙見大菩薩、陰陽道では太上神仙鎮宅霊符神であった。

## 歴史
当社の伝承によれば、平安時代の弘仁年間（810年 – 823年）に空海が交野に来、獅子窟寺吉祥院の獅子の窟に入って秘法を唱えたところ、天上より七曜の星（北斗七星）が降り交野の3ヶ所に分かれて落ちた。このうちの一つが当地であるとされる。後に空海が当地に赴くと空海自ら「三光清岩正身の妙見」と称し、「北辰妙見大悲菩薩独秀の霊岳」、「神仏の宝宅諸天善神影向来会の名山」として落ちてきた星を御神体として祀ったと伝わる。
平安時代には当社は「神禅寺」と称しており、河内長野市の天野山金剛寺の古文書にも「嘉承元年（1106年）9月23日、星田神禅寺」と見える。また延宝6年（1678年）の『東和久田系図』には、「采女迄三代妙見之別当ショクニシテ御供燈明捧ゲ御山守護到由候緒也」と記されており、応永9年（1402年）生まれの和田出雲安直、将藍安道、采女安国の三代に渡って別当職であった。天文4年（1535年）の神明帳には、小松大明神と記されている。
古くから七夕祭祀が行われており、享和元年（1801年）に刊行された『河内名所図絵』には「妙見祠 妙見山にあり。神躰巨石三箇、鼎の如く岐ちて、丘の如し。前に石の鳥井、拝殿、玉垣、石段あり、土人、織女石とも呼ぶ」とあるようにご神体である磐座は織女石（たなばたせき、七夕の織姫を祀る石）とも呼ばれていた。また、江戸時代初期、貝原益軒の紀行文『南遊紀行』にも「此谷のおくに、星の森有。星の社あり。其神は牽牛織女也」とあるように七夕の神様としても知られていた。
2016年（平成28年）、星田妙見宮が創建1200年を迎えたことを記念して「星田妙見宮鎮座1200年奉祝大祭」が開催された。7月23日、24日に開催された同祭は、市長等を招いた式典に加えて、氏子をはじめとした地元の物産展や舞台なども催された。外部からは彗星捜索家の木内鶴彦による講演会やスターダスト河内による演舞、五月家一若社中による河内音頭の奉納などが執り行われた。
桜の名所であり、交野八景「妙見の観桜」に選ばれている。

## 境内
- 影向石 - 御神体。織女石（たなばたせき）とも呼ばれる。古代の磐座信仰の名残りである。
- 拝殿
- 社務所
- 登竜の滝
- 絵馬堂
- 参集所
- 地蔵尊堂

### 摂末社
- 鎮宅社 - 祭神：太上神仙鎮宅霊符神
- 三宝荒神社 - 祭神：三宝荒神
- 豊臣稲荷社 - 祭神：保食大神
- 竜王社 - 祭神：豊玉龍王、豊正龍王
- 青龍社 - 祭神：青龍大明神
- 竜神社 - 祭神：金色龍王
- 下社稲荷社 - 祭神：倉稲魂大神
- 祖霊社 - 祭神：歴代宮司、社守の御霊
- 庚申社

## 祭日
- 2月8日 - 星祭り
- 7月7日 - 七夕祭
- 7月23日 - 星降り祭

## 所在地
- 大阪府交野市星田9丁目60-1

## アクセス
- JR学研都市線 星田駅より徒歩約20分。
- 京阪交野線 私市駅より徒歩約30分。
- JR 星田駅、京阪 交野市駅より京阪バス17,17A乗車、『妙見口』バス停下車。一の鳥居まで徒歩約15分。